# Marais Audubon
Le marais Audubon est une zone marécageuse de 2 000 hectares situé sur les communes de Couëron et Saint-Étienne-de-Montluc en Loire-Atlantique.

## Historique
Par l'ordonnance du 24 juin 1818, le roi Louis XVIII ordonne la création de la société des marais de Saint-Étienne-de-Montluc et de Couëron.

## Le marais Audubon
Le marais Audubon est un espace protégé, interdit à toute construction, ce qui en fait une zone très propice pour les observations et les promenades en toute tranquillité. Ces terres jadis inondées sont devenues des pâturages et la majeure partie du marais sert de pâture aux vaches des agriculteurs de la zone, les étiers servant des barrières naturelles.
Le Marais Audubon est géré par le Syndicat des marais de Saint-Etienne-de-Montluc et de Couëron basé à Saint-Étienne de Montluc et l’association foncière de remembrement de la vallée de la Musse. Tout un réseau hydraulique de canaux, d'étiers, de douves, de rigoles et d'écluses équipées d’une double paire de portes permet de maîtriser les crues de la Loire et de pallier les écarts de niveau dans les zones basses.
C'est en 1996 que les marais de la commune de Couëron sont baptisés marais Audubon du nom du peintre, ornithologue et naturaliste Jean-Jacques Audubon.
La Ville de Couëron a acquis  la maison d’enfance d’Audubon « La Gerbetière » en 2002.

## La faune
L’avifaune de l’estuaire est l’une des plus riches d’Europe avec des milliers d’oiseaux de plus de 230 espèces. Le Marais Audubon abrite des canards, hérons cendrés, poules d’eau, vanneaux, sarcelles, busards, faucons. Les cigognes viennent nicher depuis le mois de mai 1996.
On y trouve une espèce protégée, dite d'intérêt communautaire, le râle des genêts. L’effectif a diminué de 70 % en 8 ans et c’est ici que se concentre 40 % de l’effectif départemental.

## La flore
La flore, très diversifiée comporte environ 700 espèces de plantes supérieures, dont quelques plantes protégées sur le plan national, comme la gratiole officinale gratiola officinalis,la renoncule à feuilles d’aphioglosse Ranunculus ophioglossifolius, ou l’étoile des marais callitriche palustris et une espèce protégée, dite d'intérêt communautaire, l’angélique des estuaires.

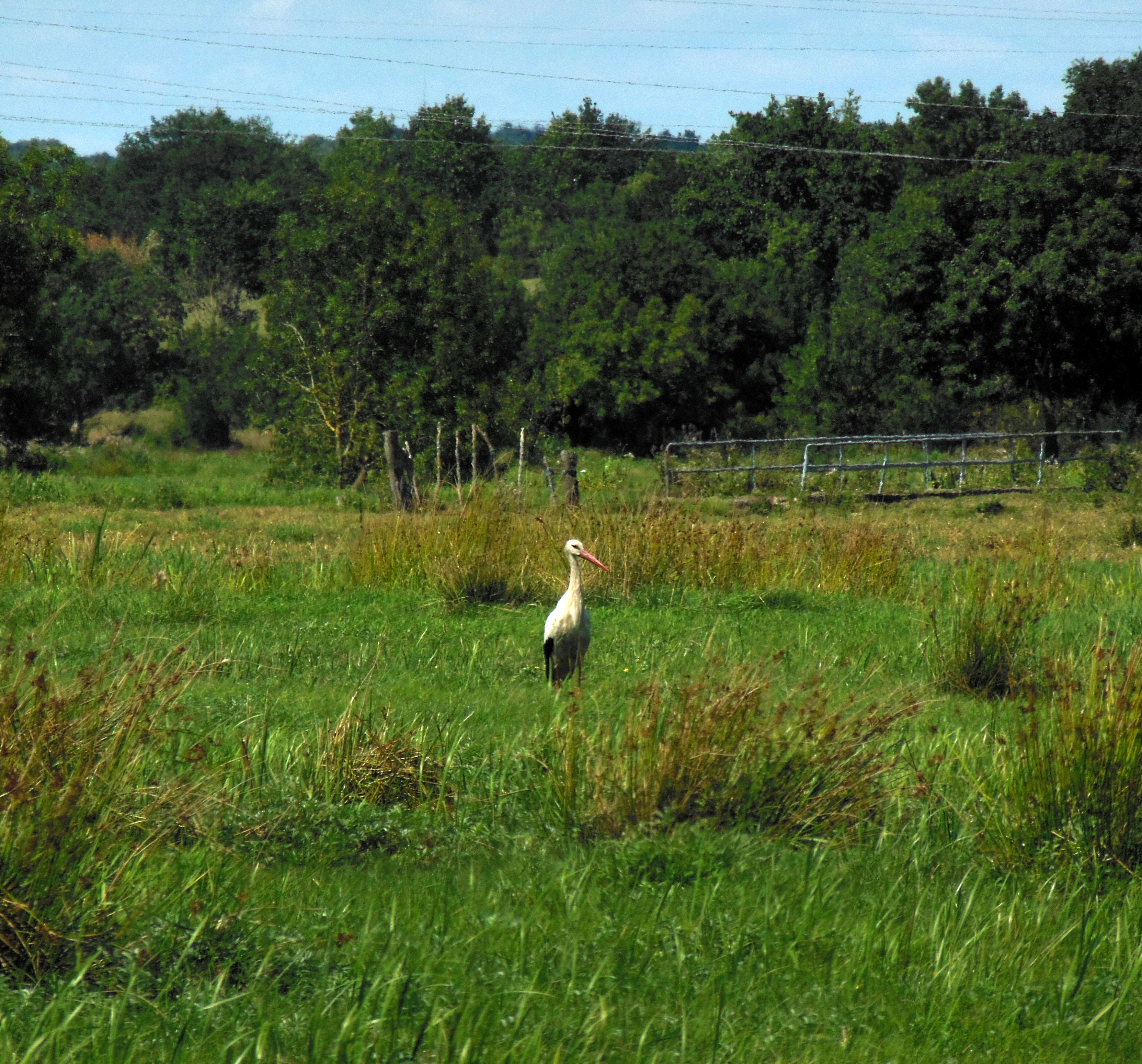
Marais Audubon, cigogne
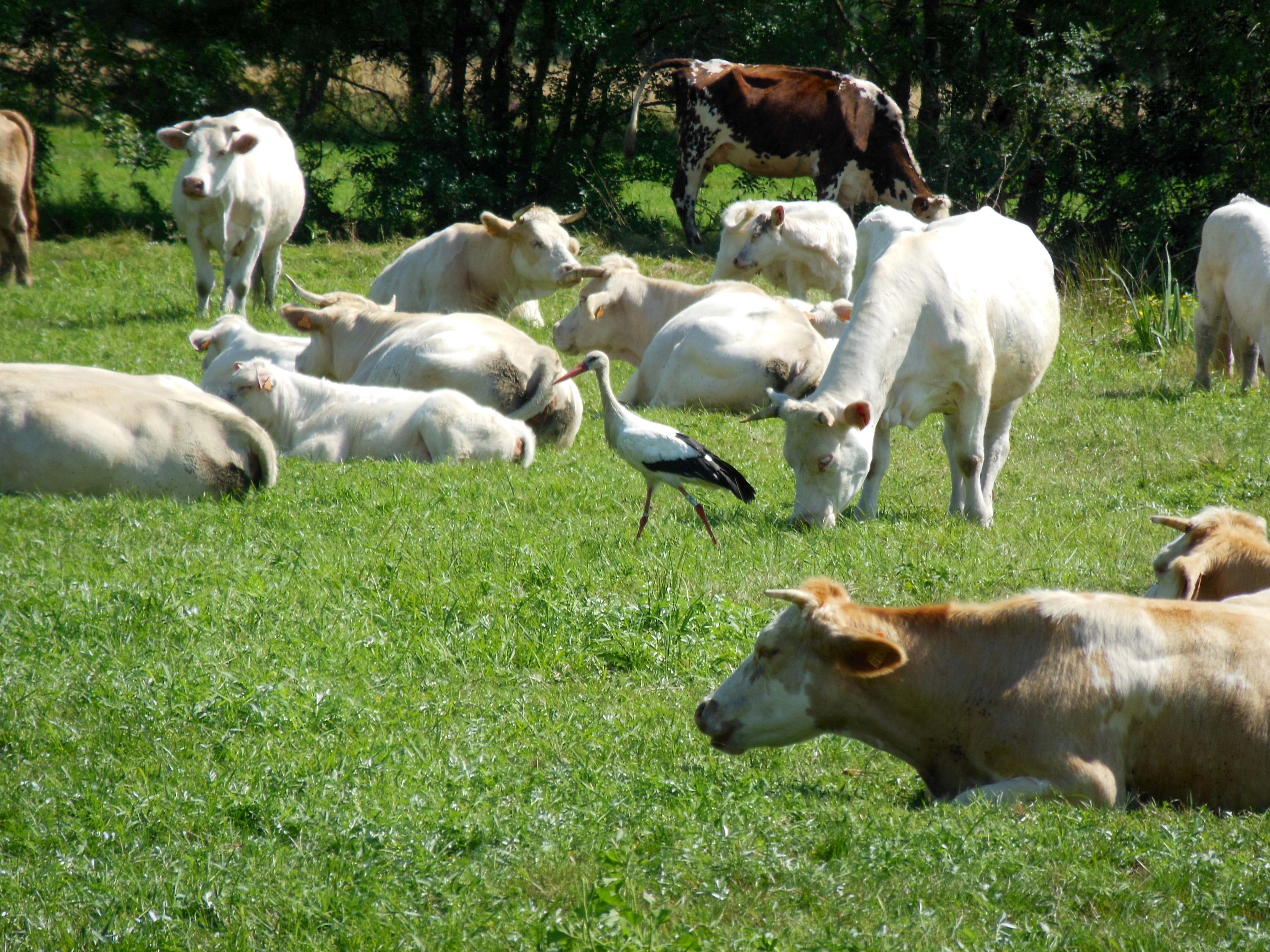
Marais Audubon, cigogne parmi un troupeau de vaches
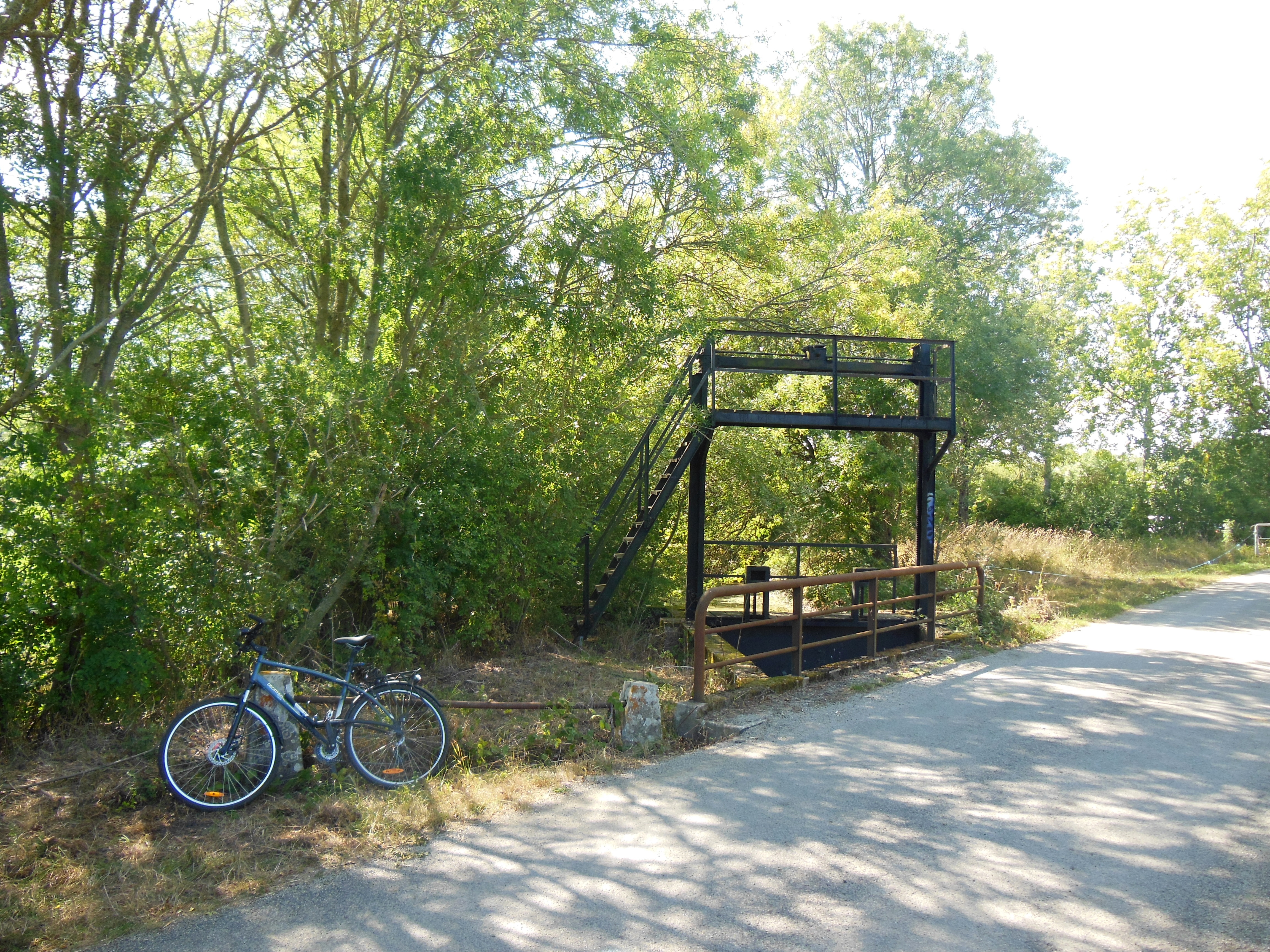
Intersection entre l'étier principal de la Musse et l'étier de la route de la Grande Vallée
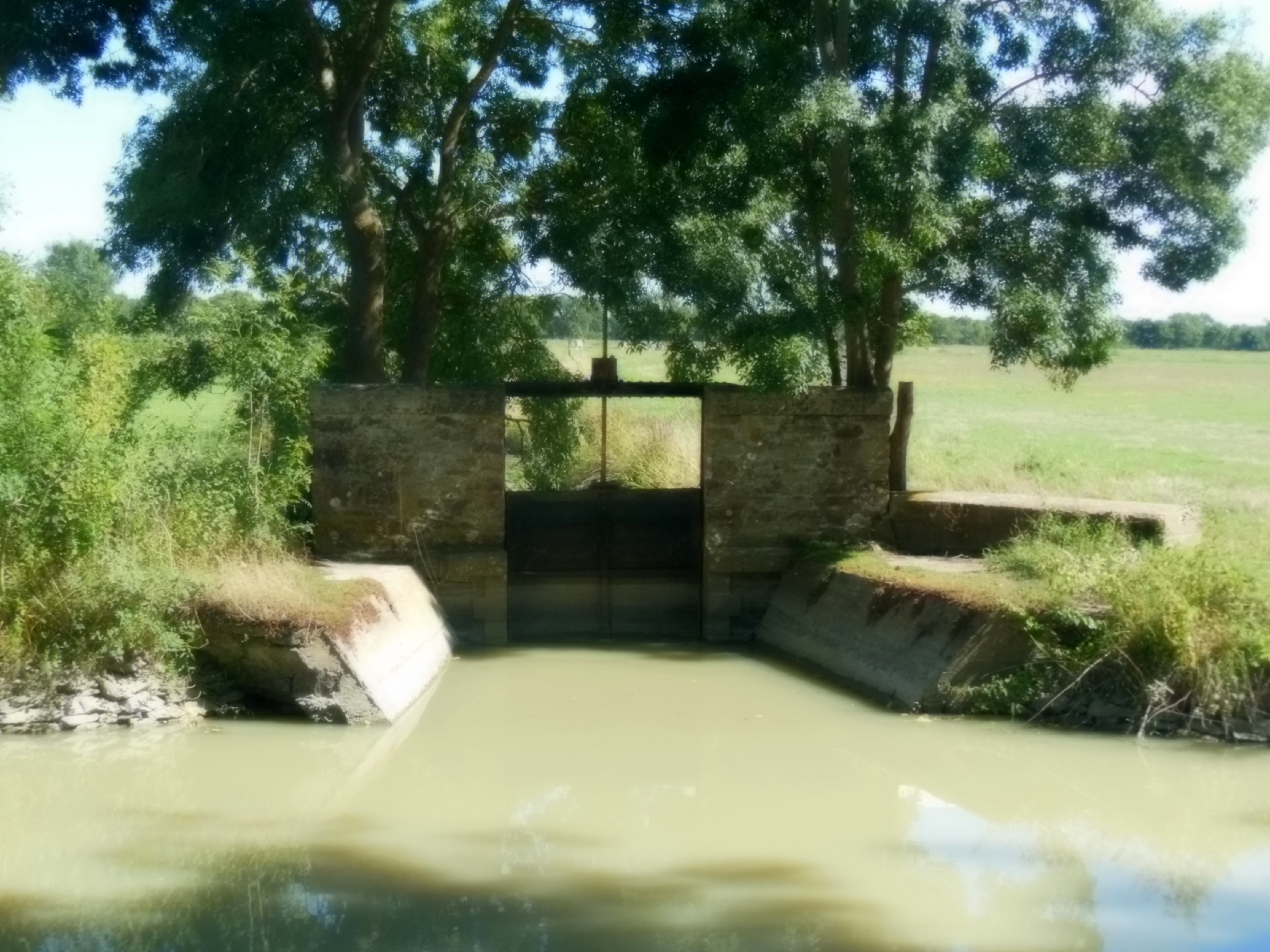
Étier